# 索科托哈里发国
索科托哈里发国（英語：Sokoto Caliphate），又称索科托苏丹国（Sokoto Sultanate）、富拉尼帝国（Fulani Empire），是一个存在于1804年—1903年的西非伊斯兰国家，由奥斯曼·丹·福迪奥在1809年富拉尼战争期间创建。1903年英国人征服该国，将其领土并入北尼日利亚保护国。
索科托哈里发国是一个由众多酋长国构成的松散邦联，由索科托的哈里发（或称苏丹）领导，哈里发对诸酋长国具有宗主权。这个富拉尼人国家发迹于分布有众多豪萨国家的西非地区，是透过“圣战”击败豪萨国家而建立的。索科托国在其存在的数十年内，凭借经济和军事上的发展，成为当时西非最为强大的原住民国家之一。其在全盛时期下辖有超过30个酋长国、拥有人口逾1000万。索科托哈里发国拥有大约100万至250万名非穆斯林奴隶，他们在国家的种植园内劳作，以获取成为穆斯林的权利。
1903年，索科托哈里发的政权被英国殖民者推翻，但苏丹的头衔依旧保留，其在该地区的穆斯林中仍然拥有重要的宗教地位。此外，奥斯曼·丹·福迪奥所发动的西非圣战也为众多伊斯兰教徒所效仿，这个革命形式为今日塞内加尔、马里、科特迪瓦、乍得、中非以及苏丹境内伊斯兰圣战政权的建立开了先河。

## 建立与扩张

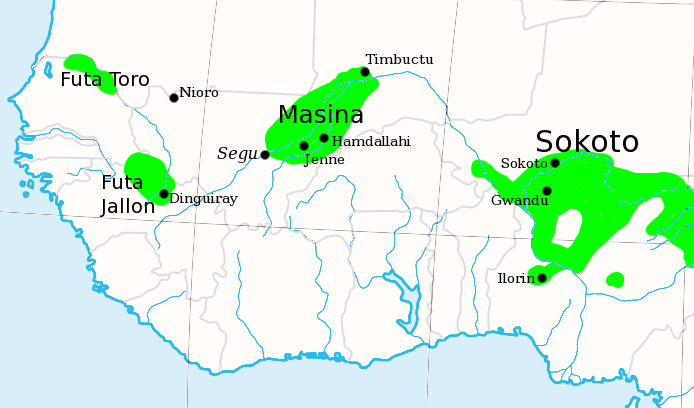
西非的富拉尼圣战国家，由左至右为富塔托洛伊玛目国、富塔贾隆伊玛目国、马西纳帝国和索科托哈里发国

17世纪至18世纪，博诺帝国是北尼日利亚一带的强国。但是革命和新势力的崛起削弱了博诺帝国的国力，1759年，博诺皇帝失去了比尔马绿洲的控制权，从而失去了跨撒哈拉贸易的重要通路。其辖下的封地获得较大自主，1780年，政治分歧爆发，许多封地宣布独立，众多王国建立起来。16世纪桑海帝国的衰落亦使得苏丹草原地区获得独立，由豪萨人建立起诸多国家，国力较强者有扎姆法拉、凯比和戈比尔。豪萨国家之间因奴隶归属而争斗不断，为支持连年的战争，常向平民征收重税。尼日尔河与乍得湖之间居住有大量的豪萨人和富拉尼人，此外亦有诸多移民定居于此。豪萨人多居于城市，富拉尼人则多定居于草原，畜养牛、山羊和绵羊，从事农业生产。贸易往来增多后，许多富拉尼人亦迁入市镇，成为当地的少数民族。18世纪末，伊斯兰教于豪萨诸国大范围传播。尔后此地居民大多信仰伊斯兰教，但仍有民族土生信仰的信徒。
奥斯曼·丹·福迪奥是居于城市的富拉尼伊斯兰学者，在豪萨统治者的支持下于戈比尔传教及教导信徒。云法曾是丹·福迪奥的学生，他即位戈比尔苏丹后，试图限制丹·福迪奥的活动，迫使他流亡至古杜，其追随者亦随他离开了戈比尔。1804年2月21日，云法对丹·福迪奥宣战，掀起富拉尼战争。1804年2月，丹·福迪奥在古杜受封为哈里发，这是富拉尼帝国的开端。丹·福迪奥亦册封数名追随者为副王，构建了帝国的早期政治结构基础。尽管战争初期丹·福迪奥的军队遭到失败，但1805年起，丹·福迪奥便连战连捷，攻下诸多城市。战争持续到1808年，丹·福迪奥占领了卡齐纳、道拉、卡诺和戈比尔。1809年，丹·福迪奥之子穆罕默德·贝洛创建了索科托城，并迁都于此。新的富拉尼国家仍实行奴隶制，学者稱之“新生伊斯兰教条下的新蓄奴地”。学者称，1900年索科托国拥有“至少100万，或多达250万名奴隶”，数量仅次于前美利坚联盟国的400万奴隶。
自1808年到19世纪30年代中期，索科托国进行了大规模的扩张，向西进占大片草原，攻入约鲁巴人的聚集地约鲁巴兰。索科托国由此成为非洲面积最大的国家之一，国土范围从今布基纳法索延伸至喀麦隆，涵盖了北尼日利亚以及今尼日尔共和国的大部分地区。在鼎盛时期，索科托哈里发国下辖有30多个酋长国。第二任苏丹穆罕默德·贝洛建立了众多里巴特，一种穆斯林征服时代的军事堡垒。一些新城市围绕里巴特而兴起，建立起学校、城池和市场，使得许多居于草原的富拉尼人迁入城市，此外，种植园经济的发展也对国家经济起到了重要的支撑作用。到1837年，索科托哈里发国已拥有约1000万人口。

## 政治
索科托苏丹称为哈里发，是国家的最高统治者，大维齐尔是国家的宰相。哈里发国下辖有众多酋长国，由索科托苏丹指派埃米尔进行统治，拥有较大的独立自主权。埃米尔每年需前往首都索科托进贡，贡品以作物、贝壳与奴隶为主，以表忠诚。关杜是酋长国的一个特例，这个酋长国于1815年由丹·福迪奥指派其弟阿卜杜拉希统治，辖有富拉尼国家的西部和南部地区。形式上，关杜埃米尔遵从索科托的统治，但是事实上是独立的国家，至1831年才正式归属于索科托。事实上，由酋长国组成的行政区划结构并不稳固。1816年至1817年，曾发生一系列豪萨人叛乱，迫使索科托苏丹授予他们爵位与封地。此外，阿达马瓦和卡诺都曾爆发过独立危机。
起初索科托国家的政治建设仿照穆罕默德的麦地那政权而建，亦融合有马瓦尔迪的政治信条。丹·福迪奥和穆罕默德·贝洛于统治期间废除了豪萨国家的世袭旧制，主张以宗教学术成就和人性道德选拔领袖。当苏丹驾崩或是退位后，埃米尔们会召开临时会议，选出新任人选。尽管如此，此后的每名苏丹皆拥有丹·福迪奥之血统。
苏菲派信徒于哈里发国的行政管理中起到了重要的作用。苏菲派的塔里卡教团（尤其是卡迪里耶）于全国拥有众多拥趸，包括历任苏丹。这种信仰上的共识使得索科托中央政权与偏远的酋长国之间建立了紧密的思想联系。西方学者认为这种联系构建了早期的官僚政治。

## 经济
哈里发国建立后的数十年内，其统治区域的经济得到了长足发展。在跨撒哈拉贸易中，索科托商人也扮演了重要角色。国家内的大部分土地都纳入瓦合甫系统。政府宣称土地公有，但苏丹以册封埃米尔的的名义，仍将土地分封给了个人或家庭，家庭成员可以继承土地。土地出售遭到禁止。贝壳或金银于国内起到货币作用。索科托国的主要作物包括棉花、槐蓝、可乐果、乳油木、谷物、大米、烟草和洋葱。
奴隶制在国家经济中占有主要地位。在西非，奴隶系藉由战争获得，而非市场贸易。哈里发国的建立者仅允许使用非穆斯林奴隶，奴隶視同非穆斯林皈依伊斯兰教过程的一部分——奴隶们在种植园劳作，以获得成为穆斯林的资格。在索科托国数十年的国祚内，确实发生过奴隶进入政府高层的例子。国内的种植园主要使用奴隶进行农业生产，这些种植园往往建立在里巴特堡垒周围的广阔地带上。

## 文化
伊斯兰研究是哈里发国的重要领域。奥斯曼·丹·福迪奥苏丹、穆罕默德·贝洛苏丹、阿卜杜拉希·丹·福迪奥埃米尔、阿布巴克尔·阿蒂库苏丹和娜娜·阿斯玛尤（奥斯曼·丹福迪奥之女）皆耗费大量精力编撰史书、诗歌及从事宗教研究。他们留下了大量手稿供现世研究，提供了宝贵的历史和文学资料。阿蒂库统治时期结束后，文化领域逐渐衰落。

## 衰落与解体

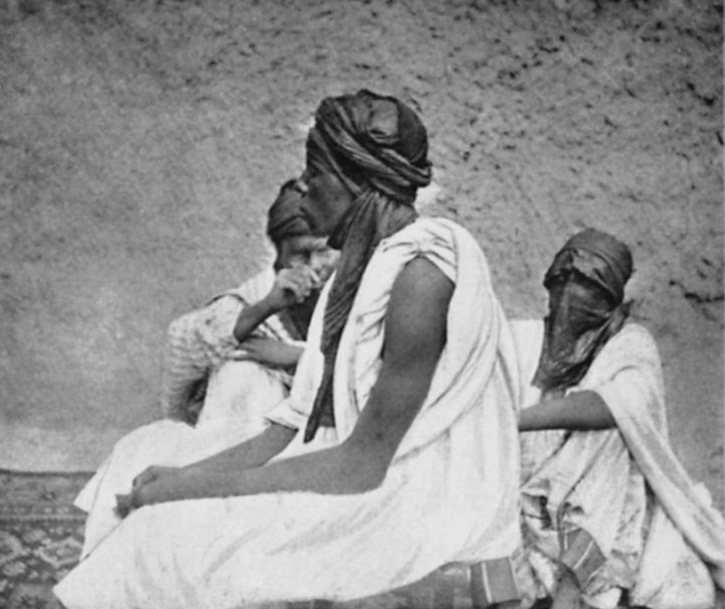
1900年，索科托的富拉尼人居民

索科托国家发展的时期，同样是欧洲人着重实行殖民活动的时代。法国人和英国人都曾向该地区派出过探险团。19世纪40年代，索科托国家开始衰落，地方酋长国分权严重。1853年，索科托苏丹同英国签订商务条约，经济上依附英国。1891年，法国探险家帕尔费-路易·蒙泰伊到访索科托，记录了哈里发与凯比酋长作战并于次年将之击败的史实。蒙泰伊认为哈里发国国力衰弱，哈里发阿卜杜勒-拉赫曼·丹·阿比·巴卡尔失去民心。英国人占领南尼日利亚后，意图吞并索科托国家。英軍将领卢吉率军利用索科托中央与南部酋长国的矛盾规避沿途抵抗，直抵国都索科托，遭到新任苏丹穆罕默德·阿塔希鲁一世的抵抗。英军很快取得胜利，迫使苏丹及上千名随从以希吉拉之名义逃亡外地。
1903年3月13日，哈里发国的末任大维齐尔于索科托大广场宣布效忠英国统治；哈里发的头衔自此废除，仅保留苏丹头衔，穆罕默德·阿塔希鲁二世奉派为新任苏丹。哈里发国的领土并入北尼日利亚保护国。1903年7月，英军击败阿塔希鲁一世餘部，并将其击毙。餘下的伊斯兰抵抗直至1906年基本上已平息。

## 历任哈里发
括号内为统治年份。
- 奥斯曼·丹·福迪奥（1804－1815）
- 穆罕默德·贝洛（1817－1837）
- 阿布巴克尔·阿蒂库（英语：Abu Bakr Atiku）（1837－1842）
- 阿里·巴巴·本·贝洛（英语：Ali Babba bin Bello）（1842－1859）
- 艾哈迈德·阿蒂库（英语：Ahmadu Atiku）（1859－1866）
- 阿利乌·卡拉米（1866－1867）
- 艾哈迈德·鲁法伊（英语：Ahmadu Rufai）（1867－1873）
- 阿布巴卡尔二世·阿蒂库·纳拉巴（1873－1877）
- 穆阿祖（英语：Mu'azu）（1877－1881）
- 奥马尔·本·阿里（英语：Umaru bin Ali）（1881－1891）
- 阿卜杜勒-拉赫曼·阿蒂库（英语：Abdur Rahman Atiku）（1891－1902）
- 穆罕默德·阿塔希鲁一世（英语：Muhammadu Attahiru I）（1902－1903）

## 脚注
1. ↑  McKay, Hill, Buckler, Ebrey, Beck, Crowston, Weisner-Hanks. A History of World Societies. 8th edition. Volume C - From 1775 to the Present. 2009 by Bedford/St. Martin's. ISBN 978-0-312-68298-9. "The most important of these revivalist states, the enormous Sokoto caliphate, illustrates the general pattern. It was founded by Usuman dan Fodio (1754-1817), an inspiring Muslim teacher who first won zealous followers among both the Fulani herders and Hausa peasants in the Muslim state of Gobir in the northern Sudan." p. 736.
2. 1 2  Metz, Helen Chapin (编). . . Washington: GPO for the Library of Congress. 1991  [2 September 2015]. （原始内容存档于2021-04-17）.
3. 1 2 3  McKay, John P.; Hill,, Bennett D. . Macmillan. 2011: 755  [2016-08-17]. （原始内容存档于2019-09-03）.
4. 1 2 3 4 5 6 7 8 9  Lovejoy, Paul E. . The Journal of African History. 1978, 19 (3): 341–368. doi:10.1017/s0021853700016200.
5. 1 2 3 4 5 6  Falola, Toyin. . Lanham, Md: Scarecrow Press. 2009.
6. 1 2 3 4 5 6 7 8  Maishanu, Hamza Muhammad; Isa Muhammad Maishanu. . Islamic Studies. 1999, 38 (1): 119–131.
7. 1 2 3  Swindell, Kenneth. . Cahiers d'Études Africaines. 1986, 26: 75–111. doi:10.3406/cea.1986.2167.
8. 1 2 3 4 5  Chafe, Kabiru Sulaiman. . Paideuma. 1994, 40: 99–109.
9. ↑  Salau, Mohammed Bashir. . African Economic History. 2006, 34: 23–43. doi:10.2307/25427025.
10. 1 2 3 4 5  Burnham, Peter; Murray Last. . Cahiers d'Études Africaines. 1994, 34: 313–357. doi:10.3406/cea.1994.2055.
11. ↑  Njeuma, Martin Z. . Cameroon: Langa. 2012.
12. ↑  Hiskett, M. The Sword of Truth; the Life and times of the Shehu Usuman Dan Fodio. New York: Oxford UP, 1973. Print.
13. ↑  Stilwell, Sean. . Africa: Journal of the International African Institute. 2000, 70 (3): 394–421. doi:10.3366/afr.2000.70.3.394.
14. ↑  Claire Hirshfield. . Springer. 1979: 37ff  [2010-10-10]. ISBN 90-247-2099-0. （原始内容存档于2014-03-06）.
15. ↑  . London: Cambridge University Press. 1985: 276.
16. 1 2  Falola, Toyin. . Bloomington, IN: Indiana University Press. 2009.